# Cerapachys afer
Cerapachys afer é uma espécie de formiga do gênero Cerapachys.